# 1986-os labdarúgó-világbajnokság-selejtező (UEFA)
Az 1986-os labdarúgó-világbajnokság selejtezőjének UEFA-zónájában összesen 33 nemzet harcolhatta ki a világbajnoki részvételt. Olaszország címvédőként automatikusan kijutott a világbajnokságra, így a fennmaradó 12 helyért 32 ország válogatottja versenyzett. Az európai zóna 13,5 helyet kapott a 24-es mezőnyben, 
A 32 csapatot hét csoportba sorolták, négy darab 5 tagúba és három 4 tagú csoportba. A csapatok egymás ellen oda-visszavágós alapon megmérkőztek. A csoportgyőztesek és a második helyezettek kijutottak az 1986-os világbajnokságra. A négy tagú csoportokban szereplők közül a második helyen végzett csapatok pótselejtezőt játszottak. A két legjobban szereplő egymás ellen, míg a leggyengébb csapat interkontinentális pótselejtezőt játszott az óceániai-zóna győztesével. 

## Kiemelés
A sorsolást 1983. december 7-én tartották Zürichben, Svájcban.
| A kalap                                                                                  | B kalap                                                                                  | C kalap                                                                   | D kalap                                                                 | E kalap                                     |
| ---------------------------------------------------------------------------------------- | ---------------------------------------------------------------------------------------- | ------------------------------------------------------------------------- | ----------------------------------------------------------------------- | ------------------------------------------- |
| NSZK · Lengyelország · Franciaország · Anglia · Szovjetunió · Ausztria · Spanyolország · | Észak-Írország · Belgium · Magyarország · Skócia · Jugoszlávia · Csehszlovákia · Dánia · | Írország · Wales · Hollandia · Románia · Svédország · NDK · Görögország · | Bulgária · Portugália · Svájc · Izland · Albánia · Törökország · Ciprus | Norvégia · Finnország · Málta · Luxemburg · |

### Összegezve
| 1. csoport              | 2. csoport                           | 3. csoport                           | 4. csoport                      | 5. csoport          | 6. csoport                    | 7. csoport       |
| ----------------------- | ------------------------------------ | ------------------------------------ | ------------------------------- | ------------------- | ----------------------------- | ---------------- |
| · Lengyelország         | · NSZK                               | · Anglia                             | · Franciaország                 | · Magyarország      | · Dánia                       | · Spanyolország  |
| · Belgium               | · Portugália                         | · Észak-Írország                     | · Bulgária                      | · Hollandia         | · Szovjetunió                 | · Skócia         |
| · Albánia · Görögország | · Svédország · Csehszlovákia · Málta | · Románia · Finnország · Törökország | · NDK · Jugoszlávia · Luxemburg | · Ausztria · Ciprus | · Svájc · Írország · Norvégia | · Wales · Izland |

## Csoportok

### 1. csoport
| Hely. | Csapat        | M | Gy | D | V | G+ | G– | Gk | P | Továbbjutás                          |     | Lengyelország | Belgium | Albánia | Görögország |
| ----- | ------------- | - | -- | - | - | -- | -- | -- | - | ------------------------------------ | --- | ------------- | ------- | ------- | ----------- |
| 1.    | Lengyelország | 6 | 3  | 2 | 1 | 10 | 6  | +4 | 8 | Kijutott az 1986-os világbajnokságra |     | —             | 0–0     | 2–2     | 3–1         |
| 2.    | Belgium       | 6 | 3  | 2 | 1 | 7  | 3  | +4 | 8 | Pótselejtező                         |     | 2–0           | —       | 3–1     | 2–0         |
| 3.    | Albánia       | 6 | 1  | 2 | 3 | 6  | 9  | −3 | 4 |                                      |     | 0–1           | 2–0     | —       | 1–1         |
| 4.    | Görögország   | 6 | 1  | 2 | 3 | 5  | 10 | −5 | 4 |                                      | 1–4 | 0–0           | 2–0     | —       |             |

### 2. csoport
| Hely. | Csapat        | M | Gy | D | V | G+ | G– | Gk  | P  | Továbbjutás                          |     | Nyugat-Németország | Portugália | Svédország | Csehszlovákia | Málta |
| ----- | ------------- | - | -- | - | - | -- | -- | --- | -- | ------------------------------------ | --- | ------------------ | ---------- | ---------- | ------------- | ----- |
| 1.    | NSZK          | 8 | 5  | 2 | 1 | 22 | 9  | +13 | 12 | Kijutott az 1986-os világbajnokságra |     | —                  | 0–1        | 2–0        | 2–2           | 6–0   |
| 2.    | Portugália    | 8 | 5  | 0 | 3 | 12 | 10 | +2  | 10 | Kijutott az 1986-os világbajnokságra |     | 1–2                | —          | 1–3        | 2–1           | 3–2   |
| 3.    | Svédország    | 8 | 4  | 1 | 3 | 14 | 9  | +5  | 9  |                                      |     | 2–2                | 0–1        | —          | 2–0           | 4–0   |
| 4.    | Csehszlovákia | 8 | 3  | 2 | 3 | 11 | 12 | −1  | 8  |                                      | 1–5 | 1–0                | 2–1        | —          | 4–0           |       |
| 5.    | Málta         | 8 | 0  | 1 | 7 | 6  | 25 | −19 | 1  |                                      | 2–3 | 1–3                | 1–2        | 0–0        | —             |       |

### 3. csoport
| Hely. | Csapat         | M | Gy | D | V | G+ | G– | Gk  | P  | Továbbjutás                          |     | Anglia | Észak-Írország | Románia | Finnország | Törökország |
| ----- | -------------- | - | -- | - | - | -- | -- | --- | -- | ------------------------------------ | --- | ------ | -------------- | ------- | ---------- | ----------- |
| 1.    | Anglia         | 8 | 4  | 4 | 0 | 21 | 2  | +19 | 12 | Kijutott az 1986-os világbajnokságra |     | —      | 0–0            | 1–1     | 5–0        | 5–0         |
| 2.    | Észak-Írország | 8 | 4  | 2 | 2 | 8  | 5  | +3  | 10 | Kijutott az 1986-os világbajnokságra |     | 0–1    | —              | 3–2     | 2–1        | 2–0         |
| 3.    | Románia        | 8 | 3  | 3 | 2 | 12 | 7  | +5  | 9  |                                      |     | 0–0    | 0–1            | —       | 2–0        | 3–0         |
| 4.    | Finnország     | 8 | 3  | 2 | 3 | 7  | 12 | −5  | 8  |                                      | 1–1 | 1–0    | 1–1            | —       | 1–0        |             |
| 5.    | Törökország    | 8 | 0  | 1 | 7 | 2  | 24 | −22 | 1  |                                      | 0–8 | 0–0    | 1–3            | 1–2     | —          |             |

### 4. csoport
| Hely. | Csapat        | M | Gy | D | V | G+ | G– | Gk  | P  | Továbbjutás                          |     | Franciaország | Bulgária | Német Demokratikus Köztársaság | Jugoszlávia | Luxemburg |
| ----- | ------------- | - | -- | - | - | -- | -- | --- | -- | ------------------------------------ | --- | ------------- | -------- | ------------------------------ | ----------- | --------- |
| 1.    | Franciaország | 8 | 5  | 1 | 2 | 15 | 4  | +11 | 11 | Kijutott az 1986-os világbajnokságra |     | —             | 1–0      | 2–0                            | 2–0         | 6–0       |
| 2.    | Bulgária      | 8 | 5  | 1 | 2 | 13 | 5  | +8  | 11 | Kijutott az 1986-os világbajnokságra |     | 2–0           | —        | 1–0                            | 2–1         | 4–0       |
| 3.    | NDK           | 8 | 5  | 0 | 3 | 16 | 9  | +7  | 10 |                                      |     | 2–0           | 2–1      | —                              | 2–3         | 3–1       |
| 4.    | Jugoszlávia   | 8 | 3  | 2 | 3 | 7  | 8  | −1  | 8  |                                      | 0–0 | 0–0           | 1–2      | —                              | 1–0         |           |
| 5.    | Luxemburg     | 8 | 0  | 0 | 8 | 2  | 27 | −25 | 0  |                                      | 0–4 | 1–3           | 0–5      | 0–1                            | —           |           |

### 5. csoport
| Hely. | Csapat       | M | Gy | D | V | G+ | G– | Gk  | P  | Továbbjutás                          |     | Magyarország | Hollandia | Ausztria | Ciprusi Köztársaság |
| ----- | ------------ | - | -- | - | - | -- | -- | --- | -- | ------------------------------------ | --- | ------------ | --------- | -------- | ------------------- |
| 1.    | Magyarország | 6 | 5  | 0 | 1 | 12 | 4  | +8  | 10 | Kijutott az 1986-os világbajnokságra |     | —            | 0–1       | 3–1      | 2–0                 |
| 2.    | Hollandia    | 6 | 3  | 1 | 2 | 11 | 5  | +6  | 7  | Pótselejtező                         |     | 1–2          | —         | 1–1      | 7–1                 |
| 3.    | Ausztria     | 6 | 3  | 1 | 2 | 9  | 8  | +1  | 7  |                                      |     | 0–3          | 1–0       | —        | 4–0                 |
| 4.    | Ciprus       | 6 | 0  | 0 | 6 | 3  | 18 | −15 | 0  |                                      | 1–2 | 0–1          | 1–2       | —        |                     |

### 6. csoport
| Hely. | Csapat      | M | Gy | D | V | G+ | G– | Gk  | P  | Továbbjutás                          |     | Dánia | Szovjetunió | Svájc | Írország | Norvégia |
| ----- | ----------- | - | -- | - | - | -- | -- | --- | -- | ------------------------------------ | --- | ----- | ----------- | ----- | -------- | -------- |
| 1.    | Dánia       | 8 | 5  | 1 | 2 | 17 | 6  | +11 | 11 | Kijutott az 1986-os világbajnokságra |     | —     | 4–2         | 0–0   | 3–0      | 1–0      |
| 2.    | Szovjetunió | 8 | 4  | 2 | 2 | 13 | 8  | +5  | 10 | Kijutott az 1986-os világbajnokságra |     | 1–0   | —           | 4–0   | 2–0      | 1–0      |
| 3.    | Svájc       | 8 | 2  | 4 | 2 | 5  | 10 | −5  | 8  |                                      |     | 1–0   | 2–2         | —     | 0–0      | 1–1      |
| 4.    | Írország    | 8 | 2  | 2 | 4 | 5  | 10 | −5  | 6  |                                      | 1–4 | 1–0   | 3–0         | —     | 0–0      |          |
| 5.    | Norvégia    | 8 | 1  | 3 | 4 | 4  | 10 | −6  | 5  |                                      | 1–5 | 1–1   | 0–1         | 1–0   | —        |          |

### 7. csoport
| Hely. | Csapat        | M | Gy | D | V | G+ | G– | Gk | P | Továbbjutás                          |     | Spanyolország | Skócia | Wales | Izland |
| ----- | ------------- | - | -- | - | - | -- | -- | -- | - | ------------------------------------ | --- | ------------- | ------ | ----- | ------ |
| 1.    | Spanyolország | 6 | 4  | 0 | 2 | 9  | 8  | +1 | 8 | Kijutott az 1986-os világbajnokságra |     | —             | 1–0    | 3–0   | 2–1    |
| 2.    | Skócia        | 6 | 3  | 1 | 2 | 8  | 4  | +4 | 7 | UEFA–OFC pótselejtező                |     | 3–1           | —      | 0–1   | 3–0    |
| 3.    | Wales         | 6 | 3  | 1 | 2 | 7  | 6  | +1 | 7 |                                      |     | 3–0           | 1–1    | —     | 2–1    |
| 4.    | Izland        | 6 | 1  | 0 | 5 | 4  | 10 | −6 | 2 |                                      | 1–2 | 0–1           | 1–0    | —     |        |

## UEFA-Pótselejtező
| 1985. október 16. |

| Belgium         | 1–0         | Hollandia |
| --------------- | ----------- | --------- |
| Vercauteren 20' | Jegyzőkönyv |           |

| Constant Vanden Stock Stadion, Brüsszel Nézőszám: 30 764 Játékvezető: Pietro D’Elia (olasz) |

| 1985. november 20. |

| Hollandia              | 2–1         | Belgium  |
| ---------------------- | ----------- | -------- |
| Houtman 60' De Wit 72' | Jegyzőkönyv | Grün 85' |

| De Kuip, Rotterdam Nézőszám: 48 962 Játékvezető: George Courtney (angol) |

Összesítésben 2–2-re végeztek a felek, Belgium idegenben szerzett góllal jutott ki a világbajnokságra.

## Interkontinentális pótselejtező
| 1. csapat | Össz.Tooltip Aggregate score | 2. csapat  | 1. mérk. | 2. mérk. |
| --------- | ---------------------------- | ---------- | -------- | -------- |
| Skócia    | 2–0                          | Ausztrália | 2–0      | 0–0      |

## Kijutott csapatok
Az alábbi tizennégy csapat jutott ki az UEFA-zónából az 1986-os labdarúgó-világbajnokságra.
| Csapat         | Kijutás                   | Kijutás dátuma       | Korábbi részvételek a világbajnokságon1                           |
| -------------- | ------------------------- | -------------------- | ----------------------------------------------------------------- |
| Olaszország    | Címvédő                   | 1982. július 11.     | 10 (1934, 1938, 1950, 1954, 1962, 1966, 1970, 1974, 1978, 1982)   |
| Lengyelország  | 1. csoport győztese       | 1985. május 30.      | 4 (1938, 1974, 1978, 1982)                                        |
| Belgium        | Pótselejtező              | 1985. november 20.   | 6 (1930, 1934, 1938, 1954, 1970, 1982)                            |
| NSZK           | 2. csoport győztese       | 1985. szeptember 25. | 10 (19342, 19382, 1954, 1958, 1962, 1966, 1970, 1974, 1978, 1982) |
| Portugália     | 2. csoport 2. helyezettje | 1985. október 16.    | 1 (1966)                                                          |
| Anglia         | 3. csoport győztese       | 1985. október 16.    | 7 (1950, 1954, 1958, 1962, 1966, 1970, 1982)                      |
| Észak-Írország | 3. csoport 2. helyezettje | 1985. november 13.   | 2 (1958, 1982)                                                    |
| Franciaország  | 4. csoport győztese       | 1985. november 16.   | 8 (1930, 1934, 1938, 1954, 1958, 1966, 1978, 1982)                |
| Bulgária       | 4. csoport 2. helyezettje | 1985. szeptember 25. | 4 (1962, 1966, 1970, 1974)                                        |
| Magyarország   | 5. csoport győztese       | 1985. április 17.    | 8 (1934, 1938, 1954, 1958, 1962, 1966, 1978, 1982)                |
| Dánia          | 6. csoport győztese       | 1985. november 13.   | 0 (debütálás)                                                     |
| Szovjetunió    | 6. csoport 2. helyezettje | 1985. október 30.    | 5 (1958, 1962, 1966, 1970, 1982)                                  |
| Spanyolország  | 7. csoport győztese       | 1985. szeptember 25. | 6 (1934, 1950, 1962, 1966, 1978, 1982)                            |
| Skócia         | UEFA–OFC pótselejtező     | 1985. december 4.    | 5 (1954, 1958, 1974, 1978, 1982)                                  |

1 Félkövérrel az adott év világbajnokai vannak jelölve. Dőlt betűvel az adott év rendezői kerültek feltüntetésre.
2 Németország néven.